# Lindau ZH
| ZH ist das Kürzel für den Kanton Zürich in der Schweiz. Es wird verwendet, um Verwechslungen mit anderen Einträgen des Namens Lindau zu vermeiden. |

Lindau ist eine politische Gemeinde im Bezirk Pfäffikon des Kantons Zürich in der Schweiz. Zu Lindau gehören die Dörfer Tagelswangen, [Mundartname: Taglischwang(e), wohl im Anklang an den historischen Namen Dagerschwang], Winterberg, Grafstal, Kemptthal sowie die Weiler Eschikon und Kleinikon.

## Wappen
Blasonierung:
In Silber eine ausgerissene grüne Linde mit Blattwerk

### Dorfwappen

Grafstal
Tagelswangen
Winterberg

## Geographie

Luftbild (1953)

Lindau liegt zwischen den Städten Winterthur und Zürich, auf der Wasserscheide zwischen Kemptthal und Glatttal. Sie gilt als Grenze zum Zürcher Oberland. Ein Drittel des Gemeindegebietes ist bewaldet.

## Bevölkerung
| Jahr      | 1467 | 1634 | 1792 | 1850 | 1900 | 1950 | 2000 | 2005 | 2010 | 2015 | 2020 | 2022 |
| --------- | ---- | ---- | ---- | ---- | ---- | ---- | ---- | ---- | ---- | ---- | ---- | ---- |
| Einwohner | ~125 | 181  | 900  | 1051 | 1627 | 1833 | 3931 | 4598 | 5007 | 5379 | 5577 | 5717 |

Die Bevölkerung verteilt sich auf die verschiedenen Dörfer: Lindau hat 847, Grafstal und Kemptthal 1492, Tagelswangen 2383 und Winterberg 995 Einwohner. Das sind total 5717 Personen (Stand am 1. Januar 2023).

## Verkehr
Die Gemeinde ist durch den Bahnhof Kemptthal an der Bahnstrecke Zürich–Winterthur und Busse der Verkehrsbetriebe Glattal erschlossen.

## Politik
Gemeindepräsident ist Bernard Hosang (FDP, Stand 2023).
Bei den Nationalratswahlen 2023 betrugen die Wähleranteile in Lindau: SVP 40,43 % (+0,57), SP 13,60 % (+1,21), FDP 11,70 % (−0,67), glp 9,26 % (−3,13), Mitte 8,35 % (+1,11), Grüne 6,09 % (−1,44), EDU 3,96 (+0,84), EVP 3,72 % (−0,02).

## Geschichte

### Entstehung der Gemeinde
Der Name Lindau bezeichnet vermutlich eine wasserumflossene Siedlung mit Lindenbestand. Erstmals erwähnt wird sie in der erhaltenen Schenkungsurkunde von 774. Dort überträgt der alemannische Grossgrundbesitzer Blitgaer dem Kloster St. Gallen seinen Besitz in Lindau und Eschikon. Aus Liebe zu Gott, wie er sagte, und um sich und seinen Söhnen Rihcgaer und Bertgaer das Seelenheil zu sichern, übergab er dem Kloster auch noch Güter in Seen, Veltheim und Illnau sowie im heutigen Kanton Thurgau. Es liegt nahe, nicht nur religiöse Beweggründe für Blitgaers Vorgehen anzunehmen, sondern auch politische: Viele alemannische Grundbesitzer der Region vermachten in dieser Zeit ihre Güter einem Kloster, um sie dem Zugriff der fränkischen Könige zu entziehen.
Ab dem ausgehenden Mittelalter, im 14. und 15. Jahrhundert, traten die Dörfer in Rechtsgeschäften immer öfter als eigenständige Gemeinschaft auf. Die Orte mussten zunehmend Aufgaben wie Wegeerhalt, Brunnenwesen, Flurordnung und Anbauregeln für die Landwirtschaft gemeinschaftlich lösen. 
Bis 1798 gehörte Lindau zum Illnauer Teil der Grafschaft Kyburg. Mit der neuen, von der Verfassung der Helvetischen Republik vorgegebenen kantonalen Verwaltungsstruktur wurde Lindau dann Teil eines Bezirks. So gehörte es bis 1803 zum «Distrikt Bassersdorf» und wurde dann im Umfang der Kirchgemeindegrenzen dem neuen Bezirk Bülach zugeteilt und 1815 dem Oberamt Kyburg unterstellt. Seit der Verfassung von 1831 ist Lindau Teil des Bezirks Pfäffikon und grenzt an die Bezirke Bülach im Norden, Winterthur im Osten und Uster im Süden.
Mit der politischen und gesellschaftlichen Liberalisierung entstand die Politische Gemeinde als neue, alle Schweizer Bürger umfassende Instanz, während die alten Zivilgemeinden fortbestanden und vor allem Güter und Infrastruktur verwalteten. Die Politische Gemeinde, oft territorial an die Kirchgemeinde angelehnt, wurde zur zentralen dörflichen Autorität und vereinte Aufgaben wie Rechtsprechung, Wirtschaftsförderung und Strassenbau. In Lindau gab es neben der politischen Gemeinde auch weiter die historisch gewachsenen Zivilgemeinden Grafstal, Lindau, Tagelswangen und Winterberg, die noch immer Gemeindeaufgaben wie etwa Wasserversorgung, Flurwegunterhalt und Feuerwehr wahrnahmen. Bis 1954 hatte sogar jede Zivilgemeinde ihr eigenes Entsorgungswesen. Im Laufe der Zeit wurden immer mehr dieser Aufgaben der politischen Gemeinde übertragen. Mit wachsender Komplexität und Urbanisierung verloren die Zivilgemeinden an Bedeutung, was zu Fusionen und ihrer schrittweisen Auflösung führte. 1970, als der Personal- und Verwaltungsaufwand für separate Zivilgemeinden nicht mehr zu rechtfertigen war, wurden sie endgültig aufgelöst. Trotz organisatorischer Zentralisierungen blieb aber der Dorfcharakter in den einzelnen Gemeindeteilen Lindaus erhalten.

### Entwicklung der Kirchgemeinde
Es ist möglich, dass hier bereits im 9. Jahrhundert eine Kirche stand, die vom Kloster gegründet wurde. Belegt ist das dem Heiligen Gallus gewidmete Gotteshaus allerdings erst ab 1274. Zu dieser Zeit hatten die Habsburger die Grafen von Kyburg als Lehensherren in der Gegend abgelöst. Sie führten die Kirche in ihrem Urbar, einem Güterverzeichnis aus dem 14. Jahrhundert, und bestimmten den Leutpriester. Dieses Recht ging 1424 auf die Stadt Zürich über, zu deren Untertanengebiet Lindau bis 1798 gehörte. Zürich übte hier auch die hohe und mittlere Gerichtsbarkeit aus.
Im Jahr 1464 kam das Gebiet unter die Zürcher Herrschaft. Am 8. April 1711 beschloss der Zürcher Rat eine Neugliederung der Pfarreigrenzen. Die Bewohner von Tagelswangen, Grafstal, Winterberg und Kleinikon wurden der näheren Pfarrei Lindau zugewiesen und mussten für den Gottesdienst nicht mehr den zum Teil wesentlich längeren Weg nach Illnau antreten.
Weil nun mehr Personen die Kirche in Lindau besuchten, wurde diese 1716 ausgebaut. Das Kirchenschiff wurde nach Westen verlängert und eine Empore eingezogen. Die Lindauerinnen und Lindauer sicherten sich aber auch in der erweiterten Kirche ihre althergebrachten Platzvorrechte in den vordersten Reihen, denn die vier Zivilgemeinden sassen getrennt voneinander im Kirchenschiff.
Wegen des andauernden Reparaturbedarfs und der Platznot in der alten Kirche wurde schliesslich ein Neubau beschlossen. Die neue Kirche wurde in den Jahren 1895 bis 1896 nach Plänen der Architekten Kehrer und Knell von Küsnacht gebaut. Eine Baukommission von Seite Gemeinde, in der auch Julius Maggi sass, begleitete das Projekt. Unter den Geldgebern für die Arbeiten war auch der Unternehmer Caspar Appenzeller, der das Mädchenheim Annagut gegründet hatte und sicherstellen wollte, dass seine Zöglinge ebenfalls Platz finden würden.
Am Platz der alten Kirche entstand ein neugotischer Bau mit Einturmfassade, Langhaus und Chor. Durch die Stützmauern, die Freitreppe und den Vorplatz erschien das neue Bauwerk noch monumentaler. Am 11. Oktober 1896 wurde die Kirche mit einem Gottesdienst, an dem rund 800 Personen teilnahmen, feierlich eingeweiht. Später wurde der Bau leicht modernisiert: 1910 elektrifizierte man Licht und Orgel, 1952 auch das Geläut, Renovationen folgten. Mit dem Zusammenschluss der reformierten Kirchgemeinden Bassersdorf-Nürensdorf, Lindau und Brütten zur Kirchgemeinde Breite wurde die reformierte Kirchgemeinde Lindau 2022 Teil eines grösseren Verbundes.

### Die Lindauer Schule
Weil der damalige Lindauer Pfarrer Fehr in einem Schreiben nach Zürich von der Anstellung eines Schulmeisters berichtete, ist nachgewiesen, dass es bereits 1638 in Lindau eine Schule gab. Doch muss die Schule bereits länger dort bestanden haben, da ein Lehrer vorgeschlagen wurde, der bereits zuvor einmal in Lindau gelehrt hatte. Kinder aus Tagelswangen, Grafstal und Winterberg] gingen im 17. Jahrhundert in Lindau zur Schule, bevor die Orte eigene Schulen gründeten: in Winterberg bereits 1653, in Tagelswangen und Grafstal kurz nach 1700.
Schulhäuser gab es allerdings noch keine. Erst ab 1865 stand in jedem Ortsteil von Lindau ein eigenes Schulhaus. Für 1715 ist belegt, dass der Lehrer «sein eigen Hauss zum Schulhauss geben» musste, der Unterricht also in der privaten Stube des Lehrers abgehalten wurde. Die Kinder aus den Dörfern besuchten die Schule oft nur unregelmässig, und der Unterricht fand vor allem im Winter statt. Der Pfarrer von Illnau verortete diesen Missstand zu Beginn des 18. Jahrhunderts bei den «liederlichen Eltern», die ihre Kinder lieber zum Betteln schickten oder arbeiten liessen und zudem die Schulzeiten nicht einhielten: «Die Eltern schicken und nemmen die Kinder in die Schul und aus der Schul, wann und wie es ihnen gefällt […].»
Klasseneinteilungen für die über 100 Kinder gab es erst ab den 1770er-Jahren, zuvor wurden Kinder und Jugendliche gemeinsam unterrichtet. Weitere umfassende Schulreformen fanden im 19. Jahrhundert statt. So wurde die allgemeine Schulpflicht eingeführt, Lehrpersonen besser ausgebildet und die Schulen vom Staat beaufsichtigt.
Die vier Schulgemeinden vereinigten sich 1926 zur Schulgemeinde Lindau. Mit der Schulvereinigung sollten die 7. und 8. Klassen aller vier Ortsteile von Lindau in einem neu zu erstellenden Sekundarschulhaus unterrichtet werden. Die «Maggi» offerierte hierfür ein Grundstück an der Halde in Grafstal, wo 1930 eine damals moderne Schulanlage mit Turnhalle und Duschraum bezogen werden konnte.
1959 wurde die Sekundarschulgemeinde Rikon-Effretikon-Lindau aufgelöst. Die neu gebildete «Vereinigte Schulgemeinde Lindau» umfasste nun sowohl die Primarschule als auch die Sekundarschule unter der gleichen Schulpflege. 
2005 wurde die Einheitsgemeinde, also eine Vereinigung der politischen Gemeinde und der Schulgemeinde, geschaffen. Seither ist die «Schulpflege» als Kommission des Gemeinderates mit selbständigen Verwaltungsbefugnissen tätig. Der Präsident oder die Präsidentin der Schulgemeinde ist nun zugleich Mitglied des Gemeinderates. 

### Entwicklung des Maggi-Areals und des Strickhofs
1861 erstand Michael Maggi die Hammermühle im Kemptthal, sein Sohn Julius Maggi begründete hier 1869 die Maggi-Werke. 2002 veräusserte Nestlé das Maggi-Areal in Kemptthal, zusammen mit der Aromenproduktion, an Givaudan. Kurz darauf wurde die Suppen- und Bouillonproduktion nach Singen verschoben.
Seit 2018 wird das ehemalige Maggi-Areal als «The Valley» vermarktet. Insgesamt sollen rund 1500 zusätzliche Arbeitsplätze entstehen. Nebst Givaudan sind heute u. a. die Axa, das Kantonsspital Winterthur und das auf Fleischersatzprodukte spezialisierte ETH-Start-up Planted auf dem Areal eingemietet. 2022 wollen Givaudan, der Maschinenbauer Bühler und die Migros den Cultured Food Innovation Hub eröffnen. Die Gründung dieses Joint Ventures steht unter Vorbehalt der Zustimmung der Wettbewerbsbehörde.
Der Strickhof, die Universität Zürich und die ETH Zürich betreiben zusammen in Lindau den Hauptstandort des Agrovet-Strickhofs und verrichten dort Forschung und Bildung im Bereich Agrar- und Veterinärwesen.

## Kirchen
In Lindau gibt es zwei Kirchen:
- Die reformierte Kirche prägt das Ortsbild von Lindau.
- Die katholische Kirche St. Josef steht im Ortsteil Grafstal und stammt aus dem Jahr 1928. Vor dem Bau der Kirche St. Martin (Illnau-Effretikon) war sie die Pfarrkirche; heute gehört die Kirche St. Josef zur Pfarrei St. Martin Illnau-Effretikon.

## Persönlichkeiten
- Hans Schenkel (1869–1926), Physiker, Hochschullehrer und Politiker
- Jürg Federspiel (1931–2007), Schriftsteller, in Kemptthal geboren
- Urs Dietschi (* 1954), Kantonsrat (Grüne)